# Rubus shankii
Rubus shankii är en rosväxtart som beskrevs av Paul Carpenter Standley och L. O. Williams. Rubus shankii ingår i släktet rubusar, och familjen rosväxter. Inga underarter finns listade i Catalogue of Life.